# 介錯
介錯（かいしゃく）は、切腹に際し、本人を即死させてその負担と苦痛を軽減するため、介助者が背後から切腹人の首を刀で斬る行為。
または、付き添って世話をすること。

## 概要

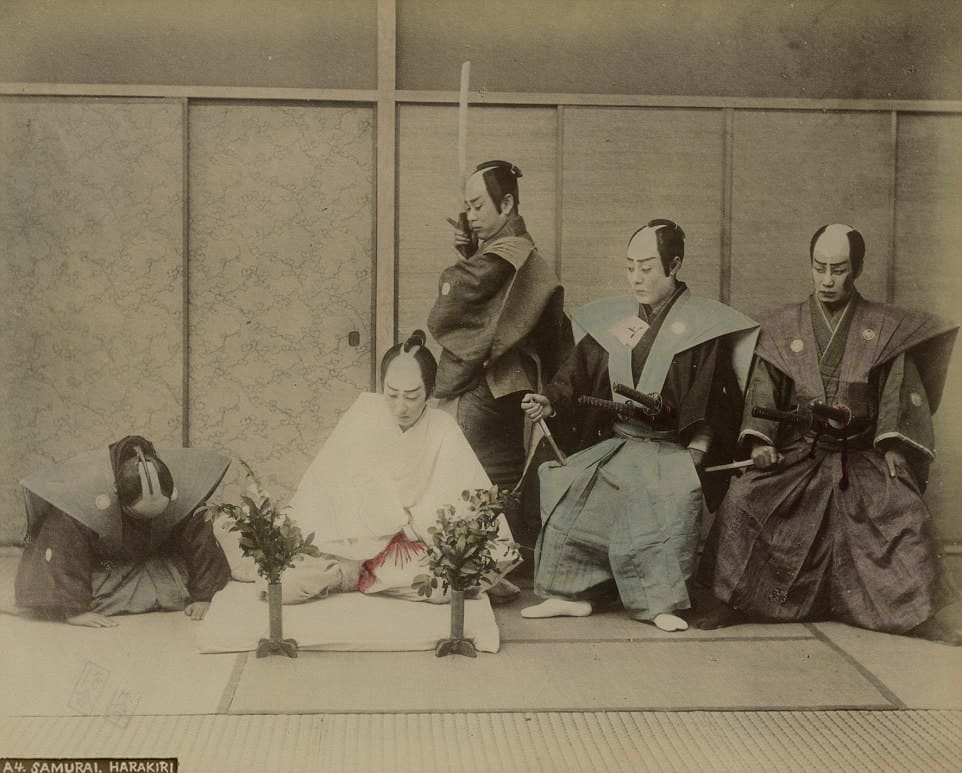
切腹の様子を再現した写真。実際はこれよりも余裕のある配置になるが、レンズの画角が狭い為このような配置になっている。人物の位置関係は構図の都合上ほぼ横並びになっている。後方で刀を振り上げているのが介錯人。実際は切腹する人物の後ろではなくほぼ左横に配される。

腹部を切開しただけでは人は即死しない。従って切腹では、割腹の後、自ら喉を突き通したり心臓を刺すことが正式な作法であったが、現実問題として難しい場合が多かった。そこで切腹を行う者の負担を軽減し、また即死できない本人が醜態を見せることのないよう、背後から首を斬って切腹を手伝う者が必要になった。後に切腹の儀礼化が進むと、介錯は切腹の一部となり、足の運びや刀の構え方などの作法も確立した。
首を刀で斬り落とすのには、首の骨の関節を切る、また「首の皮一枚」を残すなどいくつかの作法が存在する。頭部を完全に切断せず首の皮で胴体に繋げた状態とするのは、胸の前にぶらさがった頭の重みで切腹者を前のめりの状態で死なせる配慮で、首が落ちずに危うく繋がる意味の「首の皮一枚」という表現はここに由来する。すなわち本来の「首の皮一枚」という状態は、別に命が助かったわけではない。切腹の儀礼化がさらに進んだ江戸時代中期以降になると、いわゆる「扇子腹」で切腹人が小刀・脇差に見立てた扇子に手を伸ばそうとした瞬間に介錯することもあった。
また、首の皮一枚を残すという事が「切腹」≠「不名誉な斬首刑」を表している。
剣の扱いに未熟な者は手許を誤って斬り損ね、何度も首に斬りつけたり、刀を損傷してしまうことも多々あった。三島事件の際に介錯した森田必勝は、2度斬り損ねた上に刀を曲げてしまった。介錯の不手際は切腹人を苦しめるのみならず、面目を失する行為とされたため、介錯人は通例として剣の腕の立つ者が選ばれた。

## 伝承
介錯は、居合道の形として現代でも伝承が続いている。介錯の形を伝える流派は無双直伝英信流（無雙神傳英信流、夢想神伝流）に並流された大森流などである。夢想神伝流では順刀とも呼ばれる。

## 広義の介錯
切腹に限らず、介錯の語には「補助する」という広い意味もある。
- 鉄骨などをクレーンで吊り上げる時、補助者がロープで揺れを抑えることを「介錯する」と呼称する。
- 舞台芸能では世話をすることを介錯と称する。
  - 例えば、文楽などの古典芸能では小道具の受け渡しを介錯と呼ぶ。
  - 現代の演劇では、幕の開閉や役者の動作の補助などを介錯と呼ぶ。照明などの角度を変更するための介錯棒という道具もある。
- 現代の火葬炉では、燃焼中に鉄製の棒で遺体の難燃部位を削り取る作業を介錯と呼ぶ。